# (31531) ARRL
(31531) ARRL ist ein Asteroid des äußeren Hauptgürtels, der am 9. Februar 1999 im Rahmen des Spacewatch-Programms entdeckt wurde.
Er ist nach der American Radio Relay League (ARRL) benannt, der nationalen Vereinigung der Funkamateure in den Vereinigten Staaten. Der Name wurde vorgeschlagen von Joseph L. Montani, University of Arizona, seinerseits Namenspate für den Asteroiden (7656) Joemontani.